# Zygaena filipendulae
La zigena de los seis puntos (Zygaena filipendulae)  es una especie de lepidóptero ditrisio de la familia Zygaenidae muy común en Europa.
Los sexos son similares;  y tienen una envergadura de 3-4 cm. Las alas son verde oscuro metálico con seis manchas rojo vívidas (a veces las manchas se suavizan, causando posible confusión con otras especies como Zygaena trifolii, de cinco puntos). Ocasionalmente, las manchas son amarillas o aún negras. Las alas delanteras son rojas con una tonalidad negruzca. 

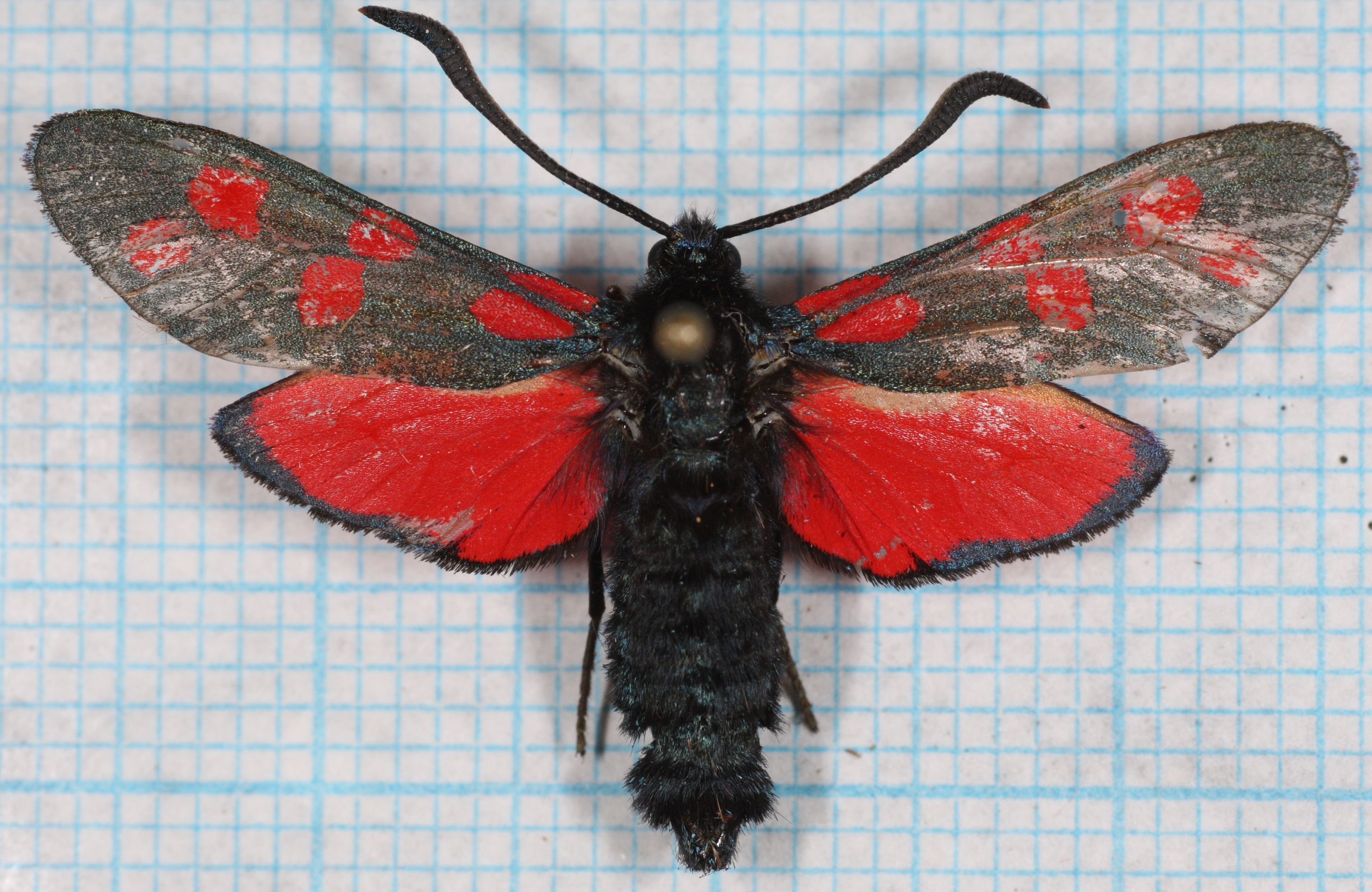

Los adultos vuelan en días soleados y calurosos de verano; y son atraídos por una amplia gama de especies de  flores como Centaurea,  Scabiosa, y el alimento de las larvas son plantas como Lotus corniculatus, tréboles. La especie pasa el invierno como larva.
La larva es gruesa y pilosa, con marcas variables, usualmente verde muy suave con filas de manchas negras. Empupa en una cápsula hilada fijada al follaje.

## Subespecies
- Z. f. altapyrenaica
- Z. f. arctica
- Z. f. balcanirosea
- Z. f. campaniae
- Z. f. duponcheli
- Z. f. filipendulae
- Z. f. gemella
- Z. f. gemina
- Z. f. gigantea
- Z. f. himmighofeni
- Z. f. liguris
- Z. f. maior
- Z. f. mannii
- Z. f. noacki
- Z. f. oberthueriana
- Z. f. polygalae
- Z. f. praeochsenheimeri
- Z. f. pulcherrima
- Z. f. pulcherrimastoechadis
- Z. f. pyrenes
- Z. f. seeboldi
- Z. f. siciliensis
- Z. f. stephensi
- Z. f. stoechadis
- Z. f. zarana